# OPN1SW
OPN1SW (англ. Opsin 1, short wave sensitive) – білок, який кодується однойменним геном, розташованим у людей на короткому плечі 7-ї хромосоми. Довжина поліпептидного ланцюга білка становить 348 амінокислот, а молекулярна маса — 39 135.
| 10         |  | 20         |  | 30         |  | 40         |  | 50         |
| ---------- |  | ---------- |  | ---------- |  | ---------- |  | ---------- |
| MRKMSEEEFY |  | LFKNISSVGP |  | WDGPQYHIAP |  | VWAFYLQAAF |  | MGTVFLIGFP |
| LNAMVLVATL |  | RYKKLRQPLN |  | YILVNVSFGG |  | FLLCIFSVFP |  | VFVASCNGYF |
| VFGRHVCALE |  | GFLGTVAGLV |  | TGWSLAFLAF |  | ERYIVICKPF |  | GNFRFSSKHA |
| LTVVLATWTI |  | GIGVSIPPFF |  | GWSRFIPEGL |  | QCSCGPDWYT |  | VGTKYRSESY |
| TWFLFIFCFI |  | VPLSLICFSY |  | TQLLRALKAV |  | AAQQQESATT |  | QKAEREVSRM |
| VVVMVGSFCV |  | CYVPYAAFAM |  | YMVNNRNHGL |  | DLRLVTIPSF |  | FSKSACIYNP |
| IIYCFMNKQF |  | QACIMKMVCG |  | KAMTDESDTC |  | SSQKTEVSTV |  | SSTQVGPN   |

A: Аланін

C: Цистеїн

D: Аспарагінова кислота

E: Глутамінова кислота

F: Фенілаланін

G: Гліцин

H: Гістидин

I: Ізолейцин

K: Лізин

L: Лейцин

M: Метіонін

N: Аспарагін

P: Пролін

Q: Глутамін

R: Аргінін

S: Серин

T: Треонін

V: Валін

W: Триптофан

Кодований геном білок за функціями належить до рецепторів, g-білокспряжених рецепторів, білків внутрішньоклітинного сигналінгу, фосфопротеїнів. 
Білок має сайт для зв'язування з хромофором. 
Локалізований у мембрані.